# 羅伯特塞西爾帕爾默中學
羅伯特塞西爾帕爾默中學 （英語：Robert Cecil Palmer Secondary School，簡稱RCPSS）是一所位於加拿大不列顛哥倫比亞省列治文的公立男女同校中學，為 8-12 年級的學生提供教育。 帕爾默中學是列治文學區下屬的眾多學校之一。 它是列治文唯一一所提供 Pre-AP 獎勵計劃、ACE-IT 管道計劃以及之前的 Palmer Hockey Academy 的學校。 列治文虛擬學校也設在 Palmer 大樓內。

## 歷史
羅伯特塞西爾帕爾默初中於 1959 年 9 月首次開學，招生人數為 769 人。這所學校以羅伯特塞西爾帕爾默（Robert Cecil Palmer）的名字命名，他是列治文的居民，在省法院工作了 22 年。 學校在 1976 年 4 月 10 日遭遇了一場可怕的火災。學校在 1978 年進行了兩次翻修以從火災中恢復過來。 1996 年，列治文學區將所有高中（僅限 11 年級和 12 年級）和初中（僅限 9 年級和 10 年級）轉換為 8 至 12 年級的全科學校。 帕爾默於 2000 年 5 月正式重新開放，成為一所 8 至 12 年級的完整中學。

## 座右銘和顏色
學校的顏色，海軍藍和粉藍色，是 1959 年由學生會選定的。 學校的希臘語座右銘KUDOS可以翻譯為“為了勇敢”或“為了榮譽”，它是由第一藝術系設計的學校校徽的一部分。

## 帕爾默格里芬 (Palmer Griffins)
格里芬代表帕爾默家族，是帕爾默家族徽章的一部分。 它是一種神話中的生物，是獅子和鷹的混合體。 獅鷲是智慧、力量和忠誠的象徵。 帕爾默格里芬的名字經常用於帕爾默的運動隊伍。

## 課程和項目
羅伯特塞西爾帕爾默中學採用全年線性系統。 學年分為2個學期。 學生需要修讀 8 門課程； 學生上學期參加四節 90 分鐘的課程，第二個學期參加另外四節不同的課程。

### 分級量表
Palmer 使用與不列顛哥倫比亞省教育部製定的相同評分標準。
| 評分 | % Percentage |
| ---- | ------------ |
| A    | 86% 或更高   |
| B    | 73-85%       |
| C+   | 67-72%       |
| C    | 60-66%       |
| C-   | 50-59%       |
| I, F | 49% 或更低   |

對於任何低於 49% 的學生，學生將被分配一個“I”（未完成），如果未完成課程要求，則會變成“F”（失敗）。

### Pre-AP/獎勵計劃
Palmer 通過其選擇性的 Pre-AP/激勵計劃提供榮譽級別的課程。 該計劃發展學術卓越，並為數學、科學和社會學生的科目提供加速。 激勵計劃還通過領導機會、戶外和體育教育以及社區服務來挑戰學生，目的是建立強大的個人品格。 激勵計劃建立在促進高中生全面教育和培養學習者批判性思維的基礎上。
你需要申請， 然後
截至 2016-2017 年，該計畫提供：
- 英語、數學、社會研究和科學的強化（榮譽）課程
- 8、9、10 年級數學和科學的 2 年加速課程
- 準備為 12 年級的 AP 課程和考試
- 補充獎勵課程的旅行和戶外露營體驗
- 領導和社區服務機會

### ACE IT 職業準備計劃
行業培訓加速學分註冊 (ACE IT) 計劃是高中學徒制的課堂組成部分。 ACE IT 學生是在行業培訓局 (ITA) 註冊的青年學徒。
ACE IT 計劃通常作為學區和大專院校之間的合作夥伴關係提供，並在任一地點進行現場培訓。 成功完成 ACE IT 課程的學生將獲得高中畢業和高等教育證書的學分。 ACE IT 計劃的註冊是免費的。
Palmer 是列治文唯一一所擁有 ACE IT 項目的管道項目的學校。

### 獨立研究計劃
獨立指導研究 (IDS) 與里士滿虛擬學校合作，在老師的監督下，讓學生開始自己選擇的科目學習並獲得畢業學分。 學生必須提交 IDS 申請，並且之前已經表現出獨立的工作能力和良好的職業道德才能註冊該課程。

## 學生社
Palmer 擁有大量學生經營的俱樂部/社，包括但不限於：
- 藝術俱樂部
- 舞蹈隊
- 話劇社
- Griffins that Give
- 新聞社
- 量子連續體社
- 辯論社
- 圖書館“監視器”
- 年鑑社
- Destination Imagination Club
- 同伴輔導社
- 研究生委員會
- 數學社
- 電腦遊戲俱樂部
- 急救社
- 生態團隊
- SOGI+ Club

### 全球網絡
學校設有 Global Network。 Global Network 是一個人道主義服務社，由 Palmer 學生組成，他們為當地和全球社區提供服務。 通過本地和全球項目，全球網絡的目標是提高人們對世界各地發生的問題的認識，此外還創建一個平台來討論和幫助解決這些問題。 為此，俱樂部全年舉辦各種活動和籌款活動，所有收益都用於支持事業或活動。

### 科學團隊
學校定期參加不列顛哥倫比亞省內的科學競賽，包括年度 UBC 物理奧林匹克和昆特蘭科學挑戰賽。 學校在2015年SD38冰棒橋搭建大賽中獲得第二名。

### JAX Club and JAXOLA
最近，以深澤比爾為首的 JAX 俱樂部（前身為日本交流俱樂部）已由 Thomas Kemper 蘇打水以一個名為 JAXOLA 的獨家品牌供應，以促進俱樂部和Palmer的興趣。